# Obstbaumkrebs
Der Obstbaumkrebs ist eine durch die Infektion mit dem Pustelpilz Neonectria ditissima hervorgerufene Pflanzenkrankheit. Die Infektion führt zum Absterben von Rinden- und Holzgewebe, der befallene Baum versucht die dadurch entstehende Wunde durch die Bildung von Wundgewebe zu überwallen, wodurch voluminöse Kalluswucherungen entstehen können. Obwohl die so entstehenden Geschwulste kein Krebs im medizinischen Sinne sind, spricht man von Baumkrebs. Besondere wirtschaftliche Bedeutung hat der Obstbaumkrebs beim Anbau von Äpfeln, das Wirtsspektrum umfasst aber auch eine große Zahl weiterer Laubbäume.

## Erreger

### Taxonomie
Der Obstbaumkrebs wird durch Infektionen mit dem Pilz Neonectria ditissima aus der Gattung der Pustelpilze hervorgerufen. Die Anamorphe von Neonectria ditissima heißt Cylindrocarpon heteronemum (Berk. & Br.).
Die Art wurde mehrfach taxonomisch überarbeitet. Bei der Erstbeschreibung im Jahr 1865 wurde der Pilz taxonomisch als Nectria ditissima (Tul. & C. Tul.) eingeordnet und wurde zunächst als Erreger von Krebserkrankungen bei Forstgehölzen, vor allem der Buche beschrieben. 1901 wurde die Art von Nectria ditissima abgetrennt und eigenständig unter dem Namen Nectria galligena (Bres.) geführt. Aufgrund des Wirtsspektrums und mikroskopischer Untersuchungen wurde der Erreger des Obstbaumkrebses ab 1995 unter dem Namen Neonectria galligena ((Bres.) Rossman & Samuels). geführt. Aus aktueller Sicht gelten Neonectria ditissima und Neonectria galligena als eine Art, die unter dem Namen Neonectria ditissima geführt wird.

### Wirtsspektrum
Der Obstbaumkrebs ist vor allem beim Kulturapfel (Malus x domestica) eine weit verbreitete und im Erwerbsobstbau wirtschaftlich bedeutende Erkrankung. Neben dem Kulturapfel werden auch weitere Arten der Gattung Malus befallen. Auch die Kulturbirne (Pyrus communis) kann an Obstbaumkrebs erkranken, wobei die Erkrankung hier eher selten auftritt und nur von untergeordneter wirtschaftlicher Relevanz ist. Neben den Apfel- und Birnenbäumen sind auch zahlreiche weitere Laubbäume verschiedener Gattungen empfänglich für die Infektion mit dem Pilz. Dazu gehören Erlen (Alnus), Birken (Betula), Weißdorne (Crataegus), Buchen (Fagus), Eschen (Fraxinus), Stechpalmen (Ilex), Walnüsse (Juglans), Pappeln (Populus), Eichen (Quercus), Johannisbeeren (Ribes), Weiden (Salix), Linden (Tilia) und Ulmen (Ulmus). Wegen dieses weiten Wirtsspektrums wird die Erkrankung oft auch allgemein als Baumkrebs bezeichnet.

### Verbreitung
Die Erkrankung tritt weltweit auf und stellt vor allem in niederschlagsreichen Regionen ein wirtschaftlich bedeutendes Problem beim Anbau von Äpfeln dar. Um ernste Krankheitssymptome an Bäumen hervorzurufen, benötigt der Pilz bestimmte Klimabedingungen. So müssen in mindestens fünf Monaten pro Jahr Temperaturen zwischen 11 °C und 16 °C an mehr als 8 Stunden pro Tag herrschen und an mindestens 30 % der Tage muss es zu Niederschlag kommen. In der nördlichen Hemisphäre finden sich damit während der Sommermonate fast überall günstige Klimabedingungen für die Infektion, wobei die Gebiete nördlich des 52. nördlichen Breitengrades besonders betroffen sind.

## Infektionszyklus
Der Obstbaumkrebs ist ein Wundparasit, der für die Infektion auf Verletzungen der Rinde als Eintrittspforte in das Gewebe seiner Wirtspflanzen angewiesen ist. Diese Verletzungen können auf natürliche Weise (z. B. Frostrisse, Hagelschlag, Verletzungen durch saugende oder fressende Insekten) oder durch mechanische Eingriffe des Menschen (z. B. durch den Obstbaumschnitt, Reibungen der Anbindung) entstehen. Vor allem die noch nicht vollständig vernarbten Frucht- und Blattansatzstellen, die im Herbst nach der Ernte bzw. dem Blattfall entstehen, sind wichtige Eintrittspforten für die Infektion.
Neuinfektionen sind sowohl durch Konidien als auch durch Ascosporen möglich. Sobald eine Spore auf eine empfängliche Wunde trifft, keimt sie dort aus. Dazu benötigt sie eine feuchte Witterung. Daraufhin bilden sich Pilzfäden, die die Rinde und das Holz durchwuchern.
Mehrere Wochen nach der Erstinfektion treten auf der abgestorbenen Rinde die ersten oberflächlichen Konidienlager auf. Sie stellen die Anamorphe Cylindrocarpon heteronemum dar. Über die darin im Sommer gebildeten und freigesetzten Konidien erfolgt eine passive Ausbreitung der Infektion durch Regenspritzer innerhalb des Baumes. Es werden zwei Typen von Konidien gebildet: Macro- und Microkonidien. Die Macrokonidien sind grade oder nur leicht gebogen mit abgerundeten Enden. Macrokonidien natürlichen Ursprungs sind meist fünffach septiert, während bei der künstlichen Anzucht auf Agarmedien dagegen vor allem einfach und dreifach septierte Formen ausgebildet werden. Die Microkonidien sind kurz und zylindrisch oder elliptisch geformt. Sie sind ungeteilt oder einfach septiert. Die Macrokonidien sind stark infektiös, die Rolle der Microkonidien bei der Ausbreitung des Pilzes ist dagegen unklar.

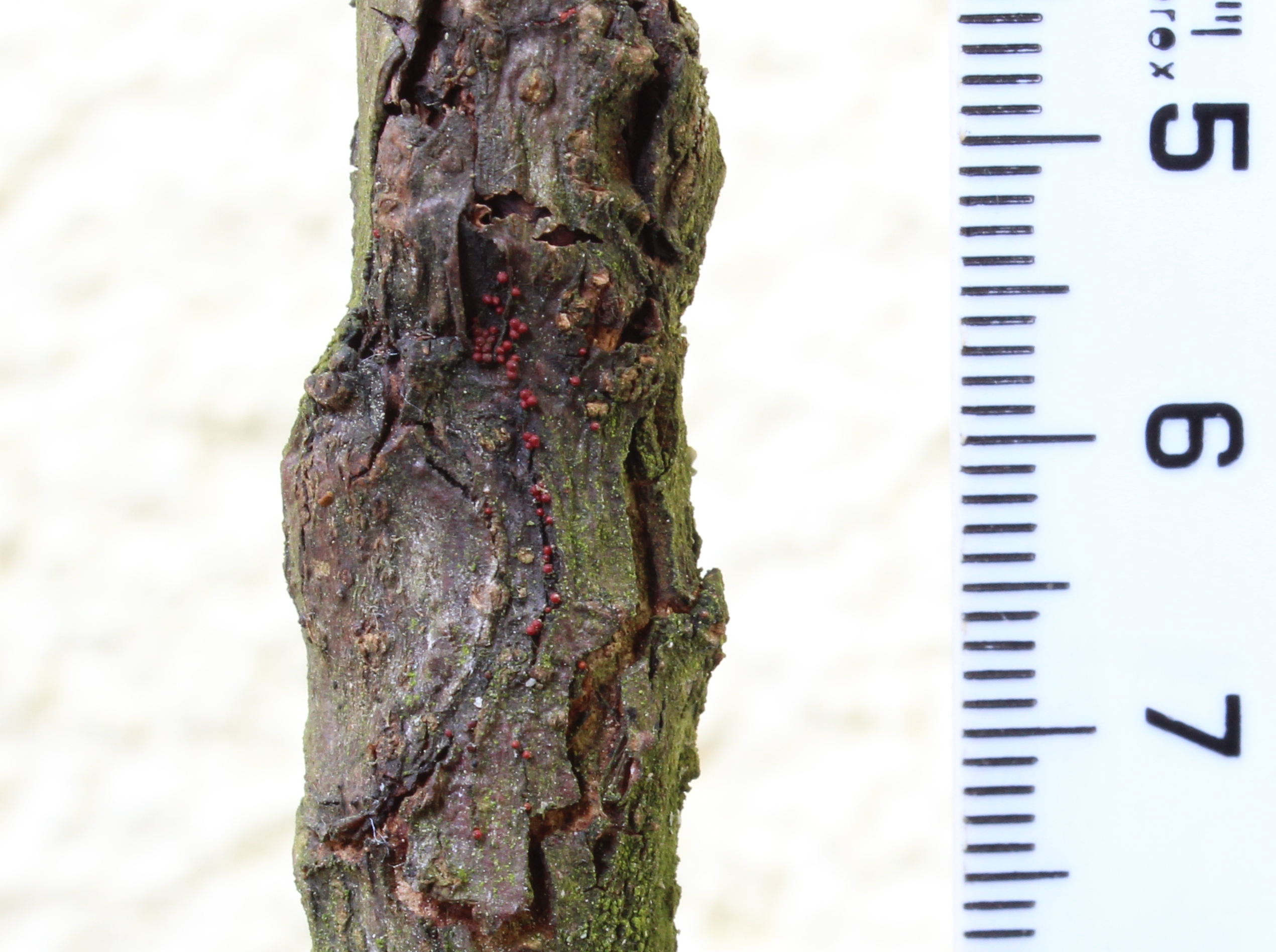
Fruchtkörper des Obstbaumkrebs am Zweig eines Apfelbaumes

Meist erst im Folgejahr der Infektion bilden sich zerstreute kugelige, rötlich gefärbte Fruchtkörper (Perithecien), die das sexuelle Stadium des Pilzes darstellen. Die Ausbildung der Fruchtkörper findet vor allem im Spätsommer und Herbst in Perioden mit feuchtem Wetter und kühlen Temperaturen statt. Unter günstigen, milden Klimabedingungen kann sie den ganzen Winter bis in den Frühling anhalten. Aus ihnen werden die elliptischen, einfach septierten und am Septum leicht eingezogenen Ascosporen freigesetzt. Aus den Asci werden die Ascosporen explosionsartig ausgeschleudert, die dann mit dem Wind teilweise mehrere hundert Meter weit verbreitet werden, wodurch es zu einer Ausbreitung des Pilzes innerhalb des Baumbestandes kommt.
Der jeweilige Hauptverbreitungsweg des Pilzes hängt stark vom Klima des jeweiligen Standortes ab. In ariden Klimazonen, wie Teilen der USA und Chile bildet der Pilz nur selten Fruchtkörper aus, sodass die Ausbreitung der Infektion vor allem über die Konidien erfolgt. Im maritimen Klima spielen dagegen die sexuellen Ascosporen eine wichtige Rolle für die Ausbreitung des Pilzes, die hier durch Luftströmungen über mehrere hundert Meter bis hin zu einigen Kilometern weit transportiert werden können. Wenn die Fruchtkörper im Herbst zeitig genug reifen, dass große Mengen an Ascosporen zur Zeit des Blattfalls freigesetzt werden, kann es unter für die Infektion günstigen feuchten und milden Klimabedingungen zu epidemieartigen Ausbreitungen der Erkrankung in Obstanbaugebieten kommen. Um schwere Epidemien auslösen zu können, wie sie zum Beispiel im Alten Land in den Jahren 1930–1932, 1956–1958 und 1973–1975 beobachtet wurden, müssen diese günstigen Infektionsbedingungen allerdings in mindestens zwei aufeinanderfolgenden Jahren auftreten.
Konidien dagegen werden das ganze Jahr über freigesetzt, solange das Klima feucht genug ist und die Temperatur oberhalb des Gefrierpunktes liegt. In Mitteleuropa beginnt die Zeit der stärksten Konidienproduktion mit der Obstblüte und dauert bis November an.

## Krankheitsbild

### Symptome an der Pflanze

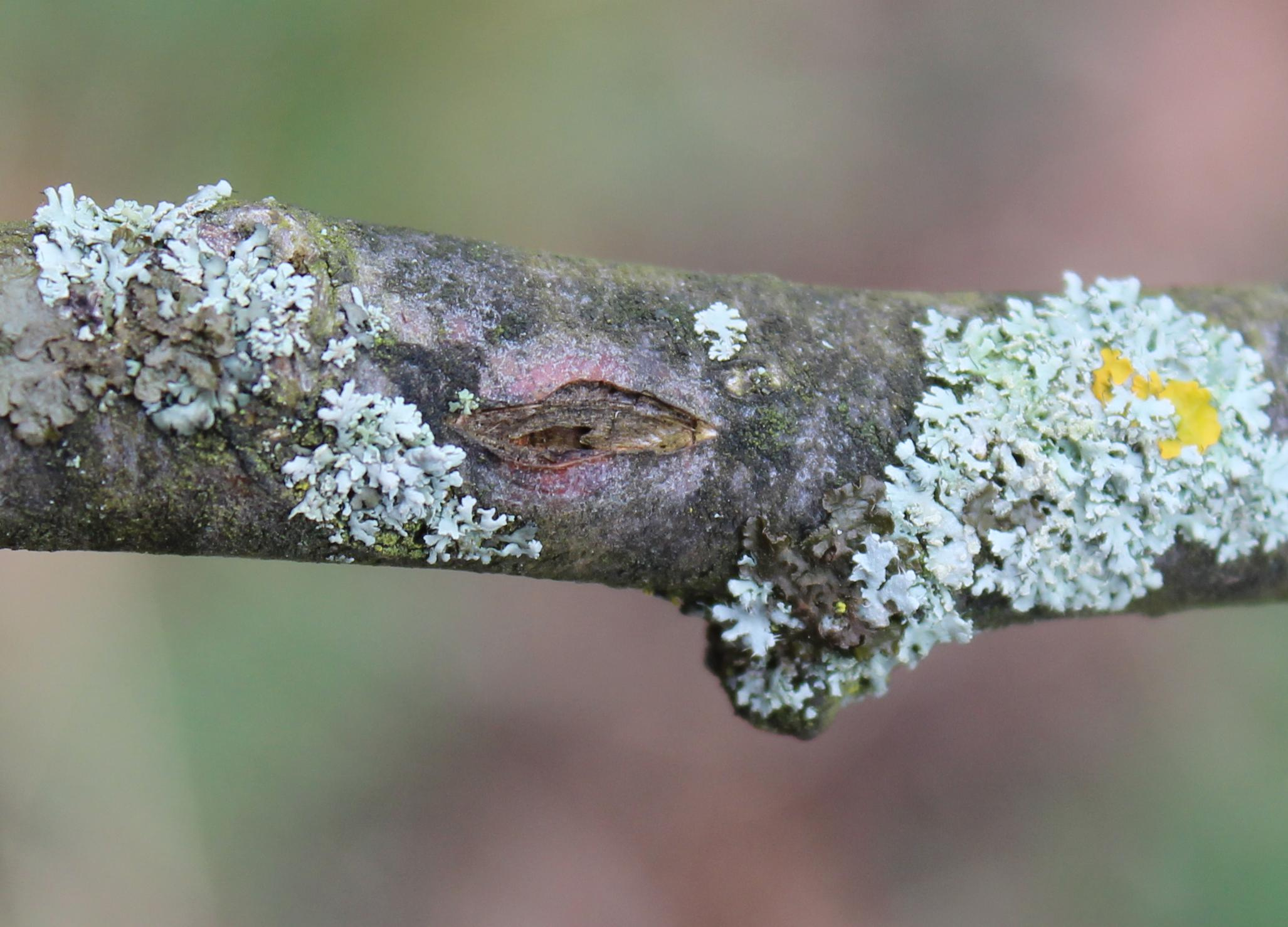
Frische Infektionsstelle an einem Apfelbaum, erkennbar ist die rötlich verfärbte und aufgeplatzte Rinde

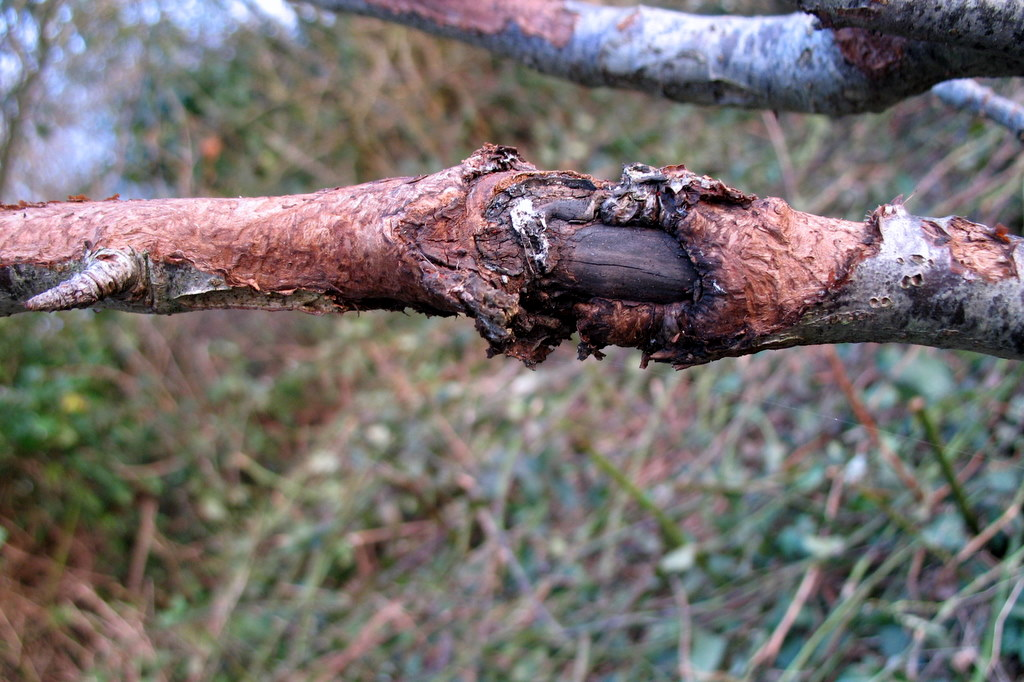
Krebswunde mit abgestorbener Rinde und dunkel verfärbtem Holzkörper

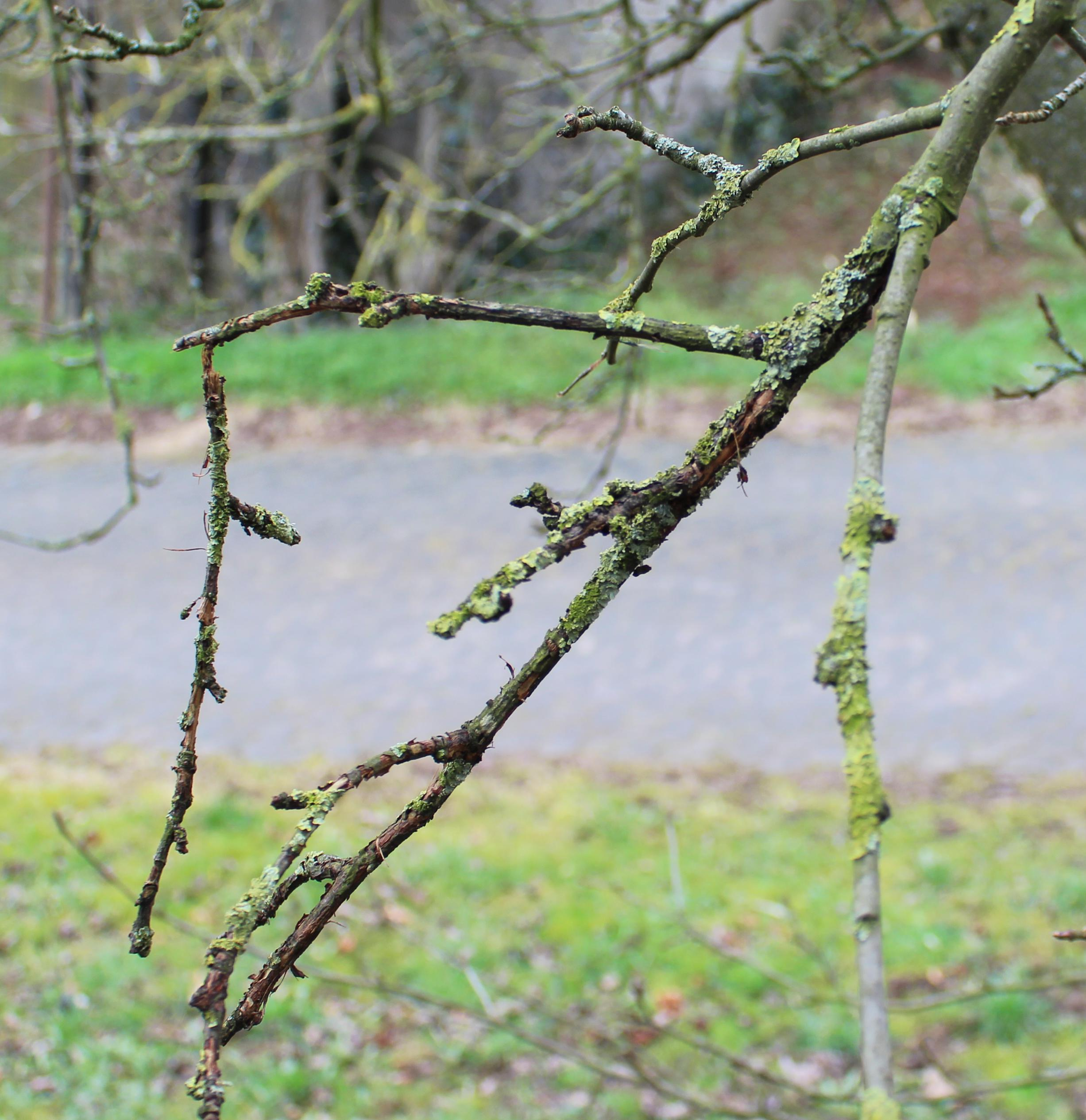
Durch eine Krebswunde abgestorbener Zweig an einem Apfelbaum

Geschädigt werden durch Neonectria ditissima sowohl junge als auch ältere Holzteile. Vor allem bei Jungbäumen kann ein Befall mit Obstbaumkrebs gefährlich sein, wenn durch die Läsionen an den Leitästen ein gesunder Kronenaufbau verhindert wird. Ein starker Befall kann hier die Rodung des gesamten Baumes notwendig machen. An älteren Bäumen kommt es eher zu einer astweisen Schädigung.
An den befallenen Trieben ist nach der Infektion zunächst ein kleiner, blass-braun verfärbter, eingesunkener Fleck zu sehen, meist in direkter Nähe zu einem Auge. Während sich nach Infektionen in Frühjahr und Sommer bereits nach zwei bis drei Wochen erste Symptome zeigen, treten diese bei Infektionen im Herbst und Winter meist erst zur Zeit der nächsten Blüte auf. Das unterhalb der Läsion liegende Pflanzengewebe wird nekrotisch, trocknet aus und verfärbt sich bräunlich. Im Anschnitt der Befallsstelle ist deutlich ein scharf abgegrenzter Übergang von gesundem in das kranke Gewebe erkennbar. Der Infektionsherd vergrößert sich rasch, bis die Rinde an der befallenen Stelle aufplatzt. Diese Symptome einer frischen Infektion treten verstärkt im Frühjahr ab der Obstbaumblüte auf, können aber das ganze Jahr über beobachtet werden, solange die Temperaturen über dem Gefrierpunkt liegen.
Im Bereich der durch die Krebsinfektion abgestorbenen Rinde erscheinen einige Wochen nach der Infektion zunächst weißliche oder blass-gelbe, oberflächliche Konidienlager, die mit bloßem Auge gut sichtbar sind. An älteren Krebsstellen erscheinen meist erst im Folgejahr, bei im zeitigen Frühjahr erfolgten Infektionen auch schon im Spätherbst des gleichen Jahres, verstreute rote, kugelige Fruchtkörper, die einen Durchmesser von ca. 0,5 mm haben und mit dem bloßen Auge erkennbar sind.
Da es durch das abgestorbene Gewebe zu einer Unterbrechung der Nährstoff- und Wasserweiterleitung kommt, verdorren Zweige, die oberhalb der Krebswunde liegen. Bei jüngeren Trieben oder an Jungbäumen kann die Zerstörung durch den Pilz einen der Leitäste oder den Stamm vollständig umfassen, was dazu führt, dass er abstirbt. Oft führt dies zur Rodung des Baumes, weil ein stabiler Gerüstaufbau nicht mehr möglich ist.
An dickeren Ästen sowie am Stamm älterer Bäume können sich größere Befallsstellen entwickeln. Der Baum versucht die dabei entstehenden offenen Wunden durch die Bildung von neuem Gewebe zu verschließen, wodurch wulstartige Überwallungen entstehen. Wegen dieses wie Geschwulste aussehenden Kragens erhielt die Erkrankung auch die Bezeichnung Krebs. Die Ausbreitung des Pilzes innerhalb des Gewebes wird durch die Überwallungen allerdings nicht verhindert.
Dickere Äste können oft jahrelang mit einer Infektion weiterleben, ohne abzusterben. Umfasst die Schädigung den Ast oder Zweig nicht vollständig, so können die oberhalb der Krebsstelle gelegenen Äste und Zweige über die verbliebenen Rindenabschnitte weiter mit Nährstoffen und Wasser versorgt werden, sodass sie nicht absterben. Da die Nährstoffzufuhr allerdings reduziert ist, bleiben die Früchte in diesen Bereichen oft unterentwickelt.

### Symptome an der Frucht
Neben dem Holz können auch die Früchte von dem Pilz befallen werden. Die Blüte kann nach einer Infektion absterben oder sich zunächst zu einem Fruchtansatz entwickeln. An diesen Früchten stirbt das Gewebe im Bereich des Kelches ab (Vorernte-Kelchfäule). Erste Symptome treten typischerweise ab Ende Juni bis Mitte Juli auf, wenn die Frucht ungefähr ihre halbe Endgröße erreicht hat. Das Pilzmycel breitet sich langsam über die Fruchtoberfläche und in das Innere der Frucht aus. Sobald die Infektion das Kerngehäuse erreicht hat, beginnt die Frucht Symptome einer Frühreife zu zeigen. Seltener kann die Infektion direkt vom Kerngehäuse ausgehen, dann zeigen die Früchte lediglich die Symptome der Frühreife, ohne dass äußerlich Schäden an der Frucht erkennbar sind.
Die durch den Neonectria ditissima verursachte Kelchfäule ähnelt im Anfangsstadium den durch eine Infektion mit verschiedenen Botrytis-Arten oder Gloeosporium verursachten Krankheitssymptomen, kann aber später durch das Auftreten weißlicher Sporenmassen identifiziert werden.
Bei einer späteren Infektion der Frucht treten Symptome erst bei der Ernte oder während der Lagerung auf (Lagerfäule). Meist erfolgt die Infektion innerhalb der letzten zwei bis vier Wochen vor der Ernte. Da die Infektion über Verletzungen der Fruchthaut (z. B. durch saugende Insekten oder eine Schorfinfektion) oder die Lentizellen verursacht wird, können die Symptome überall auf der Fruchtoberfläche erscheinen. Typischerweise ist das infizierte Gewebe scharf vom gesunden Fruchtfleisch getrennt und kann mithilfe eines Löffels mit wenig Druck sauber von ihm abgetrennt werden. Durch ein kurzes Tauchbad in heißem Wasser, das die natürlichen Abwehrmechanismen der Frucht durch einen Hitzeschock aktiviert, lässt sich der Ausbruch der Symptome auf dem Lager hinauszögern.

## Bekämpfung
Vorbeugende Maßnahmen sind im Kampf gegen den Obstbaumkrebs besonders wichtig. Durch ein durchdachtes Management von Erwerbsobstanlagen lässt sich die Krankheit zumindest eindämmen. Ist die Krankheit bereits ausgebrochen, ist das Beschneiden der befallenen Stellen wichtig, da sich der Pilz sonst weiter ausbreitet.

### Sortenwahl
Die verschiedenen Apfelsorten weisen eine stark unterschiedliche, sortenabhängige Empfänglichkeit für die Erkrankung auf. Die Sortenwahl hat deshalb bei der Neupflanzung einer Obstbauanlage eine große Bedeutung bei der Prophylaxe.
Allgemein scheinen die Sortenunterschiede in der Empfänglichkeit gegenüber der Infektion auf einer partiellen Feldresistenz zu beruhen, deren genetische Grundlage bisher unbekannt ist. Bisher wurde noch keine Apfelsorte mit einer vollständigen, monogen verankerten Resistenz gegen den Obstbaumkrebs gefunden. Es wird vermutet, dass die höhere Widerstandsfähigkeit einiger Apfelsorten auf starken Abwehrreaktionen der Pflanze beruht, die empfängliche Sorten dagegen nicht zeigen.
Anfälligkeit verschiedener, im Erwerbsobstbau verbreiteter Apfelsorten gegenüber dem Obstbaumkrebs:
| sehr hoch | hoch         | mittel           | niedrig             | sehr niedrig |
| --------- | ------------ | ---------------- | ------------------- | ------------ |
| Kanzi     | Braeburn     | Bramley          | Topaz               | Santana      |
| Rubens    | Cameo        | Golden Delicious | Schöner von Boskoop | Pinova       |
|           | Cox Orange   | Holsteiner Cox   | Elstar              |              |
|           | Discovery    | Ingrid Marie     | Jonagold            |              |
|           | Gala         |                  |                     |              |
|           | Gloster      |                  |                     |              |
|           | Goldparmäne  |                  |                     |              |
|           | James Grieve |                  |                     |              |
|           | Wellant      |                  |                     |              |

### Kulturmaßnahmen

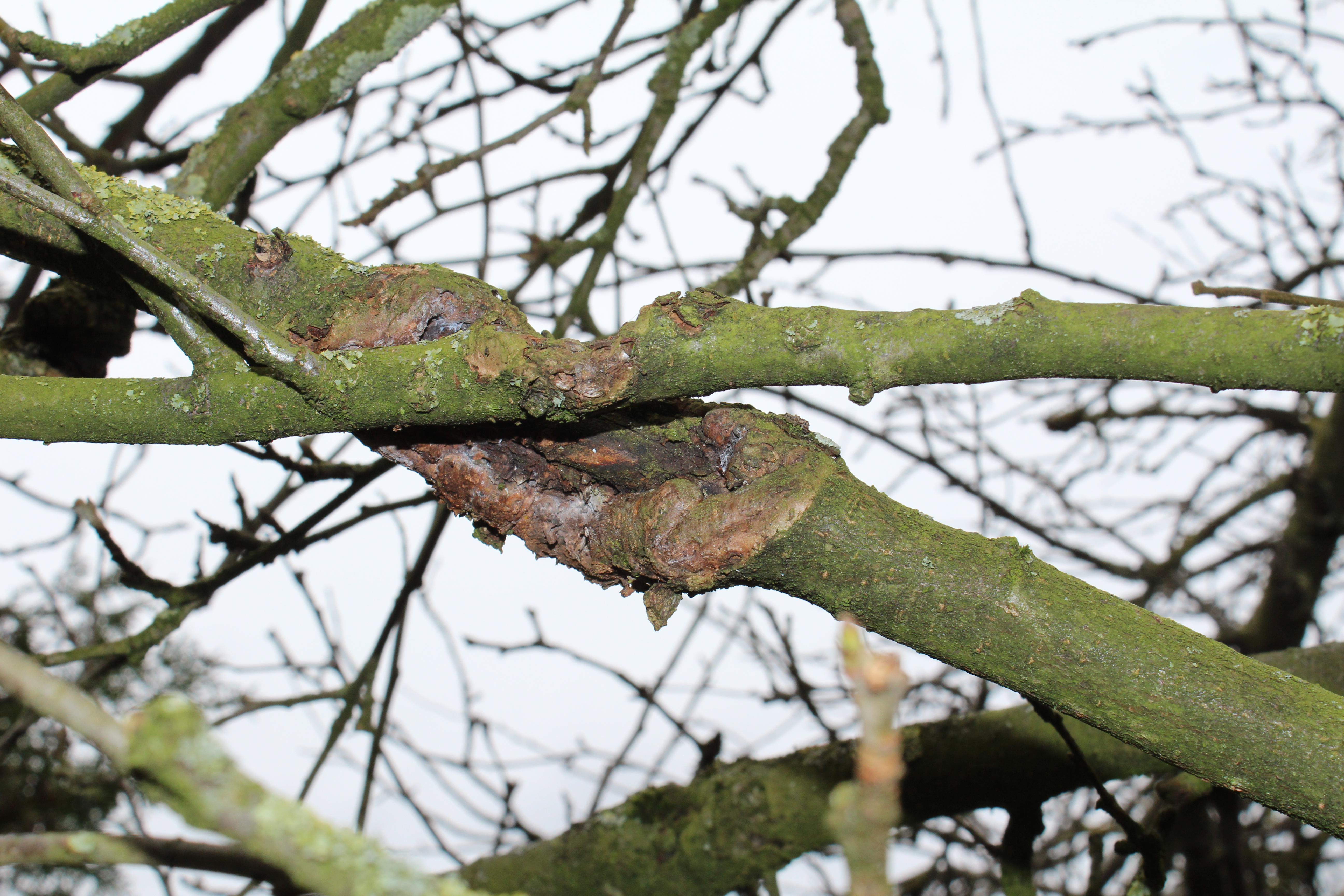
Krebswunden von Rindenverletzungen ausgehend, die durch das Aneinanderscheuern von Zweigen entstanden sind

Da durch den Obstbaumschnitt Verletzungen gesetzt werden, die als Eintrittspforte für den Pilz dienen können, muss durch die richtige Planung von Schnittmaßnahmen die Infektionsrate reduziert werden. In Obstbauanlagen mit hohem Infektionsdruck sollte nur bei trockener Witterung geschnitten werden, damit die auf die entstandenen Wunden gebrachten Sporen nicht auskeimen können.
Neben den Schnittmaßnahmen sollten jegliche weitere mechanische Verletzungen (z. B. Scheuerungen durch Anbindung, Verletzungen bei Mähmaßnahmen) vermieden werden. Schlitzäste sollten frühzeitig vollständig entfernt werden, da es hier durch die aufgeraute Rinde im Bereich der Gabelung und die lokale Baumanatomie leicht zur Retention von Feuchtigkeit und damit zu für den Pilz günstigen Infektionsbedingungen kommen kann. Außerdem entstehen häufig kleine Wachstums- und Stressrisse in der Rinde, die dem Pilz als Eintrittspforte dienen können.
Ein starkes Triebwachstum wirkt befallsfördernd. So sind Jungbäume, die einen höheren Anteil an wachsenden Trieben haben, empfänglicher für die Erkrankung als Altbäume, bei denen der überwiegende Teil der Pflanzenmasse aus älteren Trieben ohne Längenwachstum besteht. Aus diesem Grund sollten Bäume keinesfalls zu stark gedüngt werden. Vor allem ein übermäßiger Eintrag von Stickstoff während der ersten 3 bis 5 Standjahre ist zu vermeiden. Durch einen ausgewogenen Pflanzenschnitt kann das Triebwachstum zusätzlich reguliert werden.
Da undurchlässiger Boden und Staunässe ebenfalls förderlich für die Erkrankung sind, sind solche Standorte zu meiden. Das Gleiche gilt für Lagen mit hoher Luftfeuchte, häufigem Nebel und Frühfrösten.
Da die unvernarbten Wundstellen, die bei der Ernte der Früchte entstehen, wichtige Eintrittspforten für die Infektion sind, sollte nur bei trockenem Wetter geerntet werden.

### Baumchirurgische Maßnahmen
Das Ausschneiden der Krebsstellen an einem befallenen Ast ist eine wichtige Maßnahme, um die Ausbreitung der Infektion innerhalb des Baumes sowie innerhalb des Bestandes zu verhindern. Dabei sollte die Krebsstelle möglichst vollständig entfernt werden, der Schnitt sollte bis in das umliegende gesunde Holz gehen. Um die Infektion nicht von einem Baum auf den nächsten zu übertragen, ist es wichtig, die verwendeten Schneidwerkzeuge vor dem Wechsel zum nächsten Baum sorgfältig zu desinfizieren.
Der beste Zeitpunkt für das Ausschneiden wird zwischen Obstbauwissenschaftlern kontrovers diskutiert. Während im Winter Krebsstellen im Holz gut identifizierbar sind, bleiben die entstandenen Wunden bedingt durch die Winterruhe der Bäume länger anfällig gegenüber einer Neuinfektion. Aus diesem Grund sollten die Krebsstellen außerhalb der Wachstumszeit nur während längerer Schönwetterperioden herausgeschnitten werden. Außerdem sollte es vor dem winterlichen Obstbaumschnitt geschehen, da durch ihn ebenfalls empfängliche Wunden gesetzt werden.
Unter den nordwesteuropäischen Bedingungen sollte die Entfernung der Krebsstellen besser erst mit dem Beginn der Blüte anfangen. Wichtig ist es, befallene Bäume während der gesamten Vegetationsperiode regelmäßig auf neue Infektionsherde zu kontrollieren und diese unmittelbar zu entfernen, sodass keine Konidien heranreifen können.
Von abgeschnittenen infizierten Zweigen und Ästen können noch bis zu zwei Jahre lang Ascosporen freigesetzt werden, die dann mit dem Wind verbreitet werden. Das bei den Schnittmaßnahmen entfernte Baummaterial soll deshalb unbedingt weiträumig aus dem Bereich der Obstanlage entfernt und vernichtet werden.
Mit einer präventiven Behandlung der durch das Entfernen der Krebsstellen entstandenen Wunden mit einem Fungizid kann versucht werden, ein Wiederaufflammen der Infektion zu verhindern, falls nicht das gesamte befallene Gewebe entfernt werden konnte. Früher wurde die Behandlung der Ausschneidestellen mit kupfer- oder quecksilberhaltigen Mitteln empfohlen, für die heute allerdings keine Zulassung mehr besteht. Die Benzimidazole haben durch Resistenzbildung ihre Wirksamkeit verloren.

### Anwendungen von Fungiziden
Die Infektion mit Neonectria ditissima lässt sich durch die Behandlung mit Fungiziden bekämpfen. Im Erwerbsobstbau wird der Obstbaumkrebs durch die regelmäßig während der Vegetationsperiode gegen Schorf und Mehltau durchgeführten Fungizidspritzungen miterfasst. Da diese Maßnahmen allerdings nicht bis zum Blattfall, der für die Ausbreitung der Obstbaumkrebsinfektion kritischen Zeit, fortgesetzt werden, ist es sinnvoll zu diesem Zeitpunkt eine weitere Fungizidbehandlung durchzuführen. Kupferverbindungen weisen eine gute Wirksamkeit gegenüber Neonectria ditissima auf und haben zudem eine gewisse Depotwirkung, sodass die Bäume über einen längeren Zeitraum geschützt sind.
Die für Deutschland empfohlene Obstbaumkrebsbehandlung umfasst eine Spritzung mit Captan bei Ernteende, gefolgt von jeweils einer Kupferspritzung zum Zeitpunkt des 30%igen Blattfalls und kurz nach Abschluss des Blattfalls. Je nach Witterung im Winter wird eine dritte Kupferspritzung empfohlen, wenn es während des Winters längere Regenperioden gibt oder es zu starken Verwundungen der Bäume durch Frostrisse gekommen ist.